# Antonio Branca
Antonio „Toni“ Branca (* 15. September 1916 in Sion; † 10. Mai 1985 in Sierre) war ein Schweizer Formel-1-Rennfahrer.

## Karriere
Branca fuhr in den Jahren 1950 und 1951 in der Formel 1. In dieser Zeit startete er in eigener Regie mit einem Maserati 4CLT/48. Sein bestes Ergebnis war der zehnte Platz beim Großen Preis von Belgien 1950.

## Statistik

### Statistik in der Automobil-Weltmeisterschaft

#### Gesamtübersicht
| Saison | Team                   | Chassis          | Motor            | Rennen | Siege | Zweiter | Dritter | Poles | schn. Rennrunden | Punkte | WM-Pos. |
| ------ | ---------------------- | ---------------- | ---------------- | ------ | ----- | ------- | ------- | ----- | ---------------- | ------ | ------- |
| 1950   | Scuderia Achille Varzi | Maserati 4CLT    | Maserati 1.5 L4s | 1      | −     | −       | −       | −     | −                | −      | NC      |
| 1950   | Antonio Branca         | Maserati 4CLT    | Maserati 1.5 L4s | 1      | −     | −       | −       | −     | −                | −      | NC      |
| 1951   | Scuderia Achille Varzi | Maserati 4CLT/48 | Maserati 1.5 L4s | 1      | −     | −       | −       | −     | −                | −      | NC      |
| Gesamt | Gesamt                 | Gesamt           | Gesamt           | 3      | −     | −       | −       | −     | −                | −      |         |

#### Einzelergebnisse
| Saison | 1 | 2 | 3  | 4  | 5   | 6 | 7   | 8 |
| ------ | - | - | -- | -- | --- | - | --- | - |
| 1950   |   |   |    |    |     |   |     |   |
|        |   |   | 11 | 10 |     |   |     |   |
| 1951   |   |   |    |    |     |   |     |   |
|        |   |   |    |    | DNF |   | DNA |   |

| Legende  | Legende            | Legende                                                          |
| Farbe    | Abkürzung          | Bedeutung                                                        |
| -------- | ------------------ | ---------------------------------------------------------------- |
| Gold     | –                  | Sieg                                                             |
| Silber   | –                  | 2. Platz                                                         |
| Bronze   | –                  | 3. Platz                                                         |
| Grün     | –                  | Platzierung in den Punkten                                       |
| Blau     | –                  | Klassifiziert außerhalb der Punkteränge                          |
| Violett  | DNF                | Rennen nicht beendet (did not finish)                            |
| Violett  | NC                 | nicht klassifiziert (not classified)                             |
| Rot      | DNQ                | nicht qualifiziert (did not qualify)                             |
| Rot      | DNPQ               | in Vorqualifikation gescheitert (did not pre-qualify)            |
| Schwarz  | DSQ                | disqualifiziert (disqualified)                                   |
| Weiß     | DNS                | nicht am Start (did not start)                                   |
| Weiß     | WD                 | zurückgezogen (withdrawn)                                        |
| Hellblau | PO                 | nur am Training teilgenommen (practiced only)                    |
| Hellblau | TD                 | Freitags-Testfahrer (test driver)                                |
| ohne     | DNP                | nicht am Training teilgenommen (did not practice)                |
| ohne     | INJ                | verletzt oder krank (injured)                                    |
| ohne     | EX                 | ausgeschlossen (excluded)                                        |
| ohne     | DNA                | nicht erschienen (did not arrive)                                |
| ohne     | C                  | Rennen abgesagt (cancelled)                                      |
| ohne     | keine WM-Teilnahme |                                                                  |
| sonstige | P/fett             | Pole-Position                                                    |
| sonstige | 1/2/3/4/5/6/7/8    | Punktplatzierung im Sprint-/Qualifikationsrennen                 |
| sonstige | SR/kursiv          | Schnellste Rennrunde                                             |
| sonstige | *                  | nicht im Ziel, aufgrund der zurückgelegten Distanz aber gewertet |
| sonstige | ()                 | Streichresultate                                                 |
| sonstige | unterstrichen      | Führender in der Gesamtwertung                                   |